# هانوفر (منطقه)
هانوفر (به آلمانی: Regierungsbezirk Hannover) یک رگیرونگسبتسیرک در آلمان است که در نیدرزاکسن واقع شده‌است. هانوفر ۲٬۱۶۷٬۳۴۳ نفر جمعیت دارد.